# Centro de Desportos de Jiangning
O Estádio do Centro de Desportos do Distrito de Nanquim (chinês simplificado: 江宁区体育中心) é um estádio de futebol em Nanquim, China. Acolhe a equipa Nanjing Yoyo F.C. da China League One. O estádio tem capacidade para 30.000 espectadores.